# Madeleine Becker
Madeleine Becker (* 1992 in Speyer) ist eine deutsche Autorin, Landwirtin und Bloggerin.

## Werdegang
Madeleine Becker zog im Alter von sechs Jahren von Speyer nach Köln. Sie studierte Geschichte, Politik- und Kommunikationswissenschaften an der Universität Jena. Von 2019 bis 2023 lebte sie auf einem Bauernhof in der Gemeinde Mörtschach im Kärntner Mölltal. Durch ihre Berichte aus ihrem Leben als Landwirtin wurde sie auf Instagram unter dem Accountnamen „frau_freudig“ bekannt. 2021 hatte sie mehr als 40.000 Follower. Durch ihren Erfolg als Influencerin wendete sich der Piper Verlag an sie, damit sie ein Buch schrieb.
Dieses Erstlingswerk, das Sachbuch Erstmals für immer. Vom Hörsaal in den Kuhstall, wurde 2022 zum Spiegel-Bestseller Sachbuch Paperback, der auf Platz 12 einstieg und sich insgesamt drei Wochen hielt. Im Sommer 2023 übersiedelte sie gemeinsam mit ihrem Freund und einigen Tieren auf einen ehemaligen Bauernhof in der Weststeiermark. 2024 erschien ihr zweites Sachbuch, Hin und weg. (Über)Leben auf dem Bauernhof – zwischen Kühen, Krisen und Kohlrabi, das sich in der Woche 07/2024 auf Rang 5 der Spiegel-Bestsellerliste Sachbuch Paperback platzierte. Im Jahr 2023 erhielt sie für ihr Instagram-Konto frau_freudig den vom Verein Wirtschaften am Land erstmals vergebenen AlFI-Award (Österreichs beste Agrarinfluencer) in der Kategorie „Best Influencer“.

## Publikationen
- Erstmals für immer. Vom Hörsaal in den Kuhstall, Piper Verlag, München 2022, ISBN 978-3-492-06329-6.
- Hin und weg. (Über)Leben auf dem Bauernhof – zwischen Kühen, Krisen und Kohlrabi, Piper Verlag, München 2024, ISBN 978-3-492-06487-3.

## Auszeichnungen
- 2023: ALFI-Award in der Kategorie „Best Influencer“[12]